# Campiglossa iriomotensis
Campiglossa iriomotensis este o specie de muște din genul Campiglossa, familia Tephritidae. A fost descrisă pentru prima dată de Tokuichi Shiraki în anul 1968. Conform Catalogue of Life specia Campiglossa iriomotensis nu are subspecii cunoscute.